# Polylepis multijuga
Polylepis multijuga är en rosväxtart som beskrevs av Pilger. Polylepis multijuga ingår i släktet Polylepis och familjen rosväxter. Inga underarter finns listade i Catalogue of Life.